# Colle di Rochilles
Il Colle di Rochilles (in francese Col des Rochilles), prolungato dal Seuil des Rochilles, è un passaggio alpino francese che si trova al confine tra i dipartimenti delle Alte Alpi (Provenza-Alpi-Costa Azzurra) e della Savoia (Rodano-Alpi) ad una quota di 2.496 m s.l.m.

## Caratteristiche
Il valico è utilizzato sin dall'antichità per collegare le vallate della Maurienne e della Clarée verso Briançon, poiché è un passaggio più agevole rispetto al Colle del Galibier e anche perché è situato a una quota inferiore di 150 metri. Inoltre il fatto che una strada sterrata raggiunga la sua sommità ha fatto sì che, in passato, la zona fosse di interesse militare. Oggi è invece molto apprezzata dagli escursionisti. Nei pressi del colle infatti sono possibili escursioni "fuoristrada" della montagna, e sono presenti piste ciclabili, paesaggi non ancora modificati da strutture turistiche e alcuni laghi d'alta quota di colore verde smeraldo.
Dal punto di vista orografico il colle, nella Catena Chaberton-Tabor-Galibier, separa il Gruppo del Monte Tabor dal Massiccio dei Cerces.
Nella zona è possibile scorgere alcuni vecchi cippi che indicano i confini tra il Regno di Sardegna (con la caratteristica croce) e il Regno di Francia (giglio).